# Euro-Bund-Future
Der Euro-Bund-Future (englisch federal government bond liability, von daher die Abkürzung FGBL) ist ein Terminkontrakt, der sich auf eine fiktive, langfristige Bundesanleihe bezieht, die mit einem Kupon von 6 Prozent und einer Laufzeit von 10 Jahren ausgestattet ist.

## Kontraktgegenstand
Ein Euro-Bund-Future bezieht sich auf eine fiktive Schuldverschreibung der Bundesrepublik Deutschland mit einem Kupon von 6 Prozent und einer Restlaufzeit von 10 Jahren zum Liefertag des Futures. Der Nominalwert eines Kontraktes beträgt 100.000 Euro.
Am Liefertag ist der Verkäufer verpflichtet, Schuldverschreibungen im Nominalwert des Kontraktes zu liefern. Dabei kann er unter Bundesanleihen wählen, die eine Restlaufzeit von mindestens 8,5 Jahren und höchstens 10,5 Jahren haben. Die Schuldverschreibungen müssen ein Mindestemissionsvolumen von 5 Milliarden Euro aufweisen.
Der Käufer ist verpflichtet, den Andienungspreis zu zahlen. Dieser berechnet sich aus dem Nominalwert des Kontraktes, multipliziert mit dem Konvertierungsfaktor (siehe unten) der angedienten Schuldverschreibungen, zuzüglich der seit dem letzten Zinstermin aufgelaufenen – beziehungsweise abzüglich der bis zum nächsten Zinstermin anfallenden negativen – Stückzinsen.
Der Konvertierungsfaktor ist eine Größe, die für jede tatsächlich existierende Anleihe, durch die eine Lieferverpflichtung aus dem Verkauf eines Futureskontraktes erfüllt werden kann, festgelegt wird und die angibt, bei welchem Kurs die Anleihe am Liefertermin notieren müsste, um die gleiche Rendite zu erzielen wie die dem Euro-Bund-Future zugrundeliegende fiktive Anleihe (nämlich 6 %). Daher haben Anleihen mit einem Kupon von weniger als 6 % einen Konvertierungsfaktor < 1 und Anleihen mit einem Kupon von mehr als 6 % einen Konvertierungsfaktor > 1.

## Laufzeit, Handelsschluss
An den Eurex-Börsen stehen Kontrakte für die nächsten drei Quartale zur Verfügung. Die längste Laufzeit beträgt somit knapp neun Monate. Liefermonate sind die Quartalsmonate März, Juni, September und Dezember. Die Futures können bis 12:30 Uhr, zwei Börsentage vor dem jeweiligen Lieferdatum gehandelt werden.

## Erfüllung, Lieferung
Liefertag ist der zehnte Kalendertag des jeweiligen Quartalsmonats, sofern dieser Tag ein Börsentag ist, andernfalls der nächste danach liegende Börsentag. Die Schuldverschreibungen, durch welche ein Terminkontrakt auf Euro-Bund-Future erfüllt werden kann, sowie deren Konvertierungsfaktoren werden von der Eurex Clearing AG bestimmt und den Börsenteilnehmern mitgeteilt. Der Konvertierungsfaktor passt den Preis der zur Lieferung möglichen Schuldverschreibungen an den Preis des Kontraktes bei Handelsschluss an. Die zur Erfüllung geeigneten Schuldverschreibungen müssen zum Lieferzeitpunkt eine unkündbare Restlaufzeit von 8,5 bis 10,5 Jahren haben.
Lieferungen erfolgen zwischen den Clearing-Mitgliedern und der Eurex Clearing AG. Die Ausführung von Lieferungen an Nicht-Clearing-Mitglieder und eigene Kunden ist Aufgabe des zuständigen Clearing-Mitgliedes; die Ausführung von Lieferungen der Nicht-Clearing-Mitglieder an deren Kunden ist sodann Aufgabe der Nicht-Clearing-Mitglieder. Börsenteilnehmer dürfen nur ihrem Kundenpositionskonto zugeordnete beziehungsweise von ihrem Kunden zur Lieferung angezeigte Schuldverschreibungen weiterliefern.

## Kursverlauf
Siehe auch: Risiken verzinslicher Wertpapiere
Da der Bund-Future eine fiktive Standardanleihe darstellt, unterliegt sein Kurs den üblichen Risiken. Hauptsächlich wird er vom erwarteten Zinsniveau getrieben:
- Der Kurs des Bund-Future steigt, wenn niedrigere Zinsen erwartet werden.
- Andersherum fällt er in Erwartung steigender Zinsen.

Somit spekuliert ein Verkäufer des Bund-Future auf steigende Zinsen. Eine solche Entwicklung ist in folgenden Situationen in der Regel zu erwarten:
- Inflation
- Anstieg des Zinsniveaus
- Erhöhter Kapitalbedarf des Bundes
- Anziehen der Konjunktur
- Verknappung des Kapitals durch die Notenbanken.

Am Abend des 15. April 2015 überstieg der Kurs des Euro-Bund-Future erstmals die Marke von 160 Punkten.
Finanzmathematik
Unter Berücksichtigt des Zinseszins bedeutet ein Kurs von über 179,08 (=1,06^10×100), dass die fiktive Schuldverschreibung eine negative Rendite besitzt.
Bei einem mittleren erwarteten Zins von 3,5 % über die nächsten zehn Jahre hätte der Euro-Bund-Future z. B. folgenden rechnerischen Wert:
(1,06-0,035)^10×100 = 128,01 bzw. bei exakter Rechnung (1,06/1,035)^10×100 = 126,96
Bei einem mittleren erwarteten Zins von 6 % bewegt sich der Euro-Bund-Future auf 100. Dieser Wert bildet die Basis für dieses Finanzinstrument.
(1,06-0,06)^10×100=100
Erwartete Renditen von über 6 % führen durch Abzinsung zu einem Kurs von unter 100 Punkten.
Beispiel: 7 % Leitzinserwartung:
(1,06-0,07)^10×100=90,44 bzw. bei exakter Rechnung (1,06/1,07)^10×100 = 91,04
Das Errechnen des von den Marktteilnehmern erwarteten Zinses über den Kurs, erfolgt im Umkehrschluss wie folgt:
z. B. Kurs: 128 Punkte:
(1,06-(10√1,28))×100=3,5 (% Zinserwartung p. a.) bzw. bei exakter Rechnung
((1,06/(10√1,28))-1)×100=3,42 (%)
Kurs: 100 Punkte (Basisszenario):
(1,06-(10√(Kurs/100)))×100 = 6